# Матвей Сафонов
Матвей Сафонов е руски футболист, играещ като вратар за Пари Сен Жермен и руския национален отбор.

## Клубна кариера
Юноша е на „Краснодар“. Дебютира за отбора в мач с „Амкар Перм“ в Премиер лигата на 13 август 2017 г., като заменя контузения Андрей Синицин. През сезон 2018/19 Матвей става титуляр в дублиращия отбор на „Краснодар“, а през втората половина на сезона преборва конкуренцията и става номер 1 под рамката за „биковете“. В два поредни сезона „Краснодар“ завършва на трето място в шампионата, а през сезон 2020/21 тимът за първи път играе в групите на Шампионска лига. „Краснодар“ заема трета позиция в групата си, като в пролетния дял играе 1/16-финал в Лига Европа и отпада от „Динамо“ (Загреб).
През сезон 2021/22 Сафонов е избран за капитан на „Краснодар“. Добрите изяви му носят приза за вратар на годината в Русия. Стражът започва уверено и следващата кампания, но спад във формата през пролетта на 2023 г. води до решението на треньора Владимир Ивич да пусне Станислав Акгацев във финала за Купата на Русия. „Краснодар“ губи трофея от ЦСКА (Москва).
През сезон 2023/24 Сафонов играе във всички 30 мача от първенството, а „Краснодар“ се бори до последно за шампионската титла. „Биковете“ завършват на втора позиция, след като след последния кръг класирането оглавява „Зенит“. Матвей за втори път в кариерата си е в идеалния отбор за сезона в Русия.
През юни 2024 г. вратарят става част от „Пари Сен Жермен“. Дебютира за парижани в мач от Шампионската лига с „Жирона“, в който не допуска гол. Въпреки че е втори избор след титуляра Джанлуиджи Донарума, руснакът получава своя шанс, като записва 17 двубоя във всички турнири през сезон 2024/25. Сред силните му изяви са 1/32-финалът в Купата на Франция срещу „Ланс“, в който спасява 2 дузпи, както и срещата в Тулуза в Лига 1 на 15 февруари 2025 г. След като не допуска гол срещу „Тулуза“, Сафонов попада в отбора на кръга на Лига 1 по версията на Sofascore. На 24 май 2025 г. е титуляр във финала за Купата на Франция, спечелен с 3:0 срещу „Реймс“. През сезон 2024/25 „Пари Сен Жермен“ постига требъл, печелейки Лига 1, Купата на Франция и Шампионската лига.

## Национален отбор
Сафонов преминава през всички юношески и младежки отбори на Русия. Част е от тима на „Сборная“ на Евро 2020, като записва 1 мач на турнира – при победата над Финландия с 1:0.

## Успехи

### Пари Сен Жермен
- Лига 1 – 2024/25
- Купа на Франция – 2024/25
- Суперкупа на Франция – 2025
- Шампионска лига – 2024/25
- Суперкупа на УЕФА – 2025

### Индивидуални
- Вратар на годината в Русия – 2023/24